# Jules Lagae

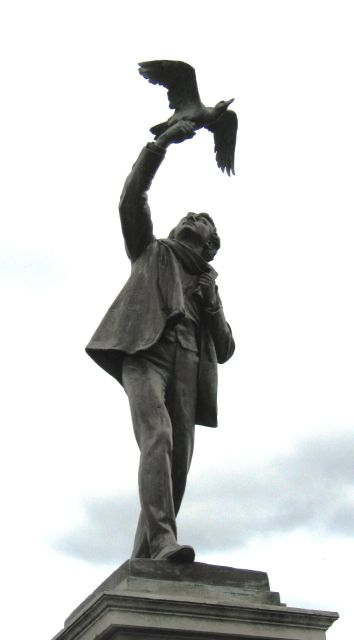
Albrecht Rodenbachs staty i Roeselare.

Jules Lagae, född 15 mars 1862 i Roulers, död 2 juni 1931 i Brygge, var en belgisk skulptör.
Lagae utförde grupper som Moder och barn, monument i bland annat Buenos Aires samt porträttbyster i brons och marmor, utmärkta av såväl realistisk kraft som mjukt behag.